# Impact Grand Championship
L'Impact Grand Championship è stato un titolo di wrestling di proprietà di Impact Wrestling.
Gli incontri validi per l'Impact Grand Championship si contraddistinguevano per la presenza di un sistema di punteggio simile a quello utilizzato nella boxe e per la presenza di tre giudici seduti a bordo ring.

## Storia
Originariamente chiamato TNA Grand Championship, il titolo fu introdotto il 13 agosto 2016 nel corso della puntata di Impact, quando il presidente della TNA Billy Corgan annunciò che il TNA King of the Mountain Championship sarebbe stato sostituito da un nuovo campionato. Fu perciò stipulato un torneo ad otto uomini, i cui match prevedevano delle nuove regole basate sul modello dei vecchi match in Europa e consistenti in incontri da svolgersi in tre round. 

Ogni round aveva la durata di tre minuti e la vittoria veniva raggiunta tramite schienamento o sottomissione. Similarmente al pugilato, a bordo ring era presente una giuria composta da tre osservatori che assegnavano un punteggio (da uno a dieci punti) per stabilire in vincitore di ogni round e con cui, qualora in nessuno dei tre round non si fosse raggiunto il fall, avrebbe nominato il vincitore in base alla somma dei round vinti.
La finale del torneo si tenne il 2 ottobre al Bound for Glory, il pay-per-view TNA più importante dell'anno e dove Aron Rex fu incoronato campione inaugurale grazie ad una vittoria su Eddie Edwards.
Il 10 marzo 2017, dopo che la direzione societaria della TNA decise di modificare il nome della società stessa il TNA Grand Championship cambiò ufficialmente nome in Impact Grand Championship.
Nei tapings registrati a gennaio 2018 Matt Sydal regala il titolo a Josh Mathews dopo aver conquistato l'Impact X Division Championship. In seguito alla fine delle registrazioni il vicepresidente Don Callis dichiara che il titolo è "finito" e che "è un titolo che non avrebbe mai dovuto esistere". Il 14 gennaio 2018 viene chiamato Matt Sydal da Josh a difenderlo contro Austin Aries, Austin Aries diventa campione è l'unifica al titolo massimo.
| Data                            | Nome                      | Note e riferimenti                                                                                       |
| ------------------------------- | ------------------------- | --- |
| 2 ottobre 2016                  | TNA Grand Championship    | Introduzione di questo titolo al posto del TNA King of the Mountain Championship voluta da Billy Corgan. |
| 10 marzo 2017 - 14 gennaio 2018 | Impact Grand Championship | Ufficializzazione del nuovo nome                                                                         |

## Albo d'oro
| # | Campione         | Regno | Data            | Giorni | Località         | Evento          | Note |
| - | ---------------- | ----- | --------------- | ------ | ---------------- | --------------- | --- |
| 1 | Aron Rex         | 1     | 2 ottobre 2016  | 7      | Orlando, Florida | Bound for Glory | Ha sconfitto Eddie Edwards nella finale del torneo tramite decisione non unanime, divenendo campione inaugurale. |
| 2 | Moose            | 1     | 9 ottobre 2016  | 90     | Orlando, Florida | Impact          | Questo episodio è stato trasmesso in differita il 1º dicembre 2016.                                              |
| 3 | Drew Galloway    | 1     | 7 gennaio 2017  | 5      | Orlando, Florida | Impact          | Questo episodio è stato trasmesso in differita il 19 gennaio 2017.                                               |
| 4 | Moose            | 2     | 12 gennaio 2017 | 174    | Orlando, Florida | Impact          | Questo episodio è stato trasmesso in differita il 2 marzo 2017.                                                  |
| 5 | Ethan Carter III | 1     | 5 luglio 2017   | 123    | Orlando, Florida | Impact          | Questo episodio è stato trasmesso in differita il 3 agosto 2017.                                                 |
| 6 | Matt Sydal       | 1     | 5 novembre 2017 | 69     | Ottawa, Ontario  | Impact          | Verrà trasmesso in differita il 28 dicembre 2017                                                                 |
| 7 | Josh Mathews     | 1     | 13 gennaio 2018 | 1      | Orlando, Florida | Impact          | Il titolo gli viene consegnato da Matt Sydal.                                                                    |
| 8 | Austin Aries     | 1     | 14 gennaio 2018 | 141    | Orlando, Florida | Impact          | Austin Aries batte Matt Sydal per diventare campione e unifica il titolo al Impact Global Championship           |